# カシリク
カシリク（シベリア・タタール語：Qaşlıq/Кашлык）、イスケル（İskär）またはシビル（Sibir）は中世（14～16世紀）シベリア・タタール人の都市で、イルティシ川右岸、現トボリスクから19km南東に位置した。

## 歴史
15世紀末よりシビル・ハン国の首都となった。16世紀半ばに最盛期を迎え、1582年にコサックのアタマン（指導者）イェルマークの軍勢によって滅ぼされた。廃墟と化した都はタタール人により1584年に再建されたものの1586年には永久に失われた。1587年にその付近にトボリスクの街が建設された。カシリクの遺跡は今日ではロシア人から「クチュムの要塞」と呼ばれている。